# Pilocrocis plumbicostalis
Pilocrocis plumbicostalis là một loài bướm đêm trong họ Crambidae.